# Загорац (Республика Сербская)
Загорац (серб. Загорац / Zagorac) — село в общине Вишеград Республики Сербской Боснии и Герцеговины. В настоящее время село необитаемо.

## Население[3]
По данным на 1991 год, в селе проживали 19 человек, все — бошняки.